# 王宗傑
王宗傑（？—918年），中國五代十国時代人物，前蜀高祖王建的第八子（一说第七子），乔妃所生。
武成三年（910年），王宗傑被父亲封为信王。他的二哥太子王元膺死后，潘炕多次请王建立太子，王建以王宗杰在儿子中最贤，想立他为太子。当时徐贤妃受宠，她的儿子王衍最后得立太子。光天元年（918年），王宗杰多次陈奏时政，王建赞扬他的才干，有了废立太子的意思。不久王宗杰暴亡，王建表示怀疑。